# Mur ciosowy

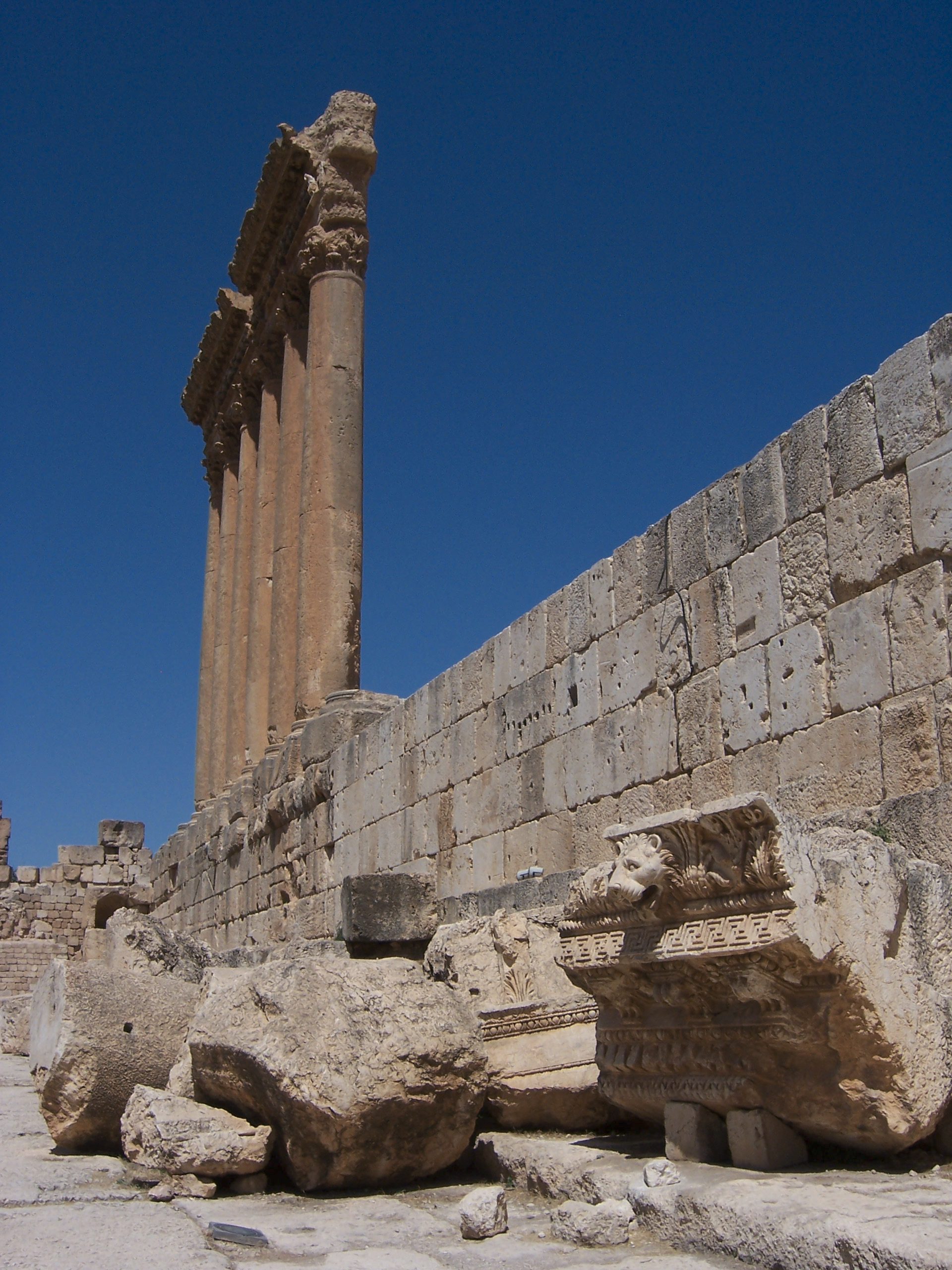
Mur ciosowy świątyni Jowisza w Baalbeku

Mur ciosowy (ściana ciosowa) – mur ze starannie obrobionych ciosów kamiennych różnej wielkości, układanych warstwami. Bloki były często dopasowywane i przycinane na bieżąco, w trakcie wznoszenia muru. Od ściany poligonalnej różni się tym, że nie zachowuje charakteru obrobionych bloków skalnych. Spoiny są w takich murach rzadkie, podobnie jak w murach poligonalmnych  i cyklopowych, ale za to regularne.
Rozróżnia się następujące rodzaje:
- mur z ciosów w układzie wozówkowym lub główkowym – opus quadratum;
- mur z regularnych ciosów (warstwy o jednakowej wysokości) – opus isodomum;
- mur o zmiennej wysokości warstw – opus pseudoisodomum, opus vittatum;
- mur z kamienia łamanego z okładziną ciosową – opus implecton[1][2].